# Aloeides natalensis
Aloeides natalensis är en fjärilsart som beskrevs av Tite och Dickson 1968. Aloeides natalensis ingår i släktet Aloeides och familjen juvelvingar. Inga underarter finns listade i Catalogue of Life.